# Llanes
Llanes (Concejo de Llanes, Conceyu de Llanes trong tiếng Asturian) là một đô thị trong cộng đồng tự trị của Công quốc Asturias, Tây Ban Nha.

## Liên kết ngoài

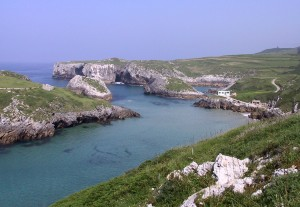
Llanes coast near Cue

## Nhân khẩu
Bản mẫu:Nhân khẩu 5col

### Tiếng Anh
- Llanes And The Cubes: Colorful Day in the Grey, Pictures
- Guide to Llanes Lưu trữ ngày 3 tháng 12 năm 2003 tại Wayback Machine
- OUCC
- Speleogroup
- A guide to Asturias in English Lưu trữ ngày 18 tháng 2 năm 2007 tại Wayback Machine
- 8-minute video introduction to Llanes

### Tiếng Tây Ban Nha
- Llanes official portal Lưu trữ ngày 3 tháng 10 năm 2014 tại Wayback Machine
- llanes.as
- LLANESNET Portal sobre Llanes y sus gentes
- Guia de playas de Llanes
- Alojamiento, dormir en Llanes
- Ayuntamiento de Llanes
- Alojamiento rural La Montaña Mágica
- The Battle of El Mazuco
- Images of Llanes
- Information about Llanes Lưu trữ ngày 18 tháng 1 năm 2021 tại Wayback Machine
- Mayors of Llanes